# Chavagnes
Chavagnes korábbi község Franciaország Loire mente régiójában, Maine-et-Loire megyében. 2017. január 1-jén Martigné-Briand és Notre-Dame-d’Allençon községgel egyesült és Terranjou új község része lett.
Lakosainak száma 1297 fő (2018. január 1.). Chavagnes Les Alleuds, Luigné, Martigné-Briand, Notre-Dame-d’Allençon és Bellevigne-en-Layon községekkel határos.

## Népesség
A település népességének változása:
| Lakosok száma | 1247 | 1277 | 4047 | 1294 | 1297 |
|               | 2013 | 2015 | 2016 | 2017 | 2018 |